# Segelflugplatz Lange Haken

i7
i11
i13
Der Segelflugplatz Lange Haken war ein Segelfluggelände im Freisinger Moos zwischen Pulling und Giggenhausen.
Der 1951 gegründete Luftsportverein Freising e. V. hatte Anfang der 1960er Jahre sein Vereinsgelände auf einer Anton Schlüter jun. gehörenden Wiese bei Pulling. Da das Gelände zu klein wurde, suchte der Luftsportverein einen neuen Standort. Zur selben Zeit musste der Aero Club München seinen Flugplatz in der Fröttmaninger Heide aufgeben, weil diese militärisch genutzt werden sollte.
Die beiden Vereine taten sich zusammen und konnten mit Unterstützung des damaligen Landrats Philipp Held einen neuen Segelflugplatz errichten. 1961 begannen die Grundstückskäufe und in der Nordostecke des Geländes, nahe der Moosach, entstand eine 600 Quadratmeter große Flugzeughalle.  Am 28. Juli 1963 wurde der neue Flugplatz feierlich eröffnet. Namensgebend war die Flurbezeichnung dieses Teils des Freisinger Mooses, die Hacken(gründe). In den 1970er Jahren fanden mehrmals Flugtage mit Volksfesten und Flugshows statt. Zum Jubiläumsfest LSV am 18. September 1977 kamen etwa 2500 Besucher.
Nur wenige Kilometer östlich wurde in den 1980er Jahren der Flughafen München gebaut und am 17. Mai 1992 eröffnet. Der Segelflugplatz lag nur etwa einen Kilometer nördlich des Anflugs der nördlichen Start- und Landebahn des neuen Großflughafens. Dementsprechend musste der Segelflugplatz geschlossen werden. Der letzte Betriebstag war der 9. Mai 1992. Das ehemalige Flugplatzgelände ist heute eine Ausgleichsfläche des Münchner Flughafens und soll als Brutgebiet für Bodenbrüter wie Kiebitz und Großem Brachvogel dienen.
Der Luftsportverein Freising e. V. zog 1994 zum Flugplatz Beilngries und hat sich in LSV Beilngries e. V. umbenannt. Der Aero Club München fliegt heute nach einigen Zwischenstationen vom Flugplatz Schleißheim aus.

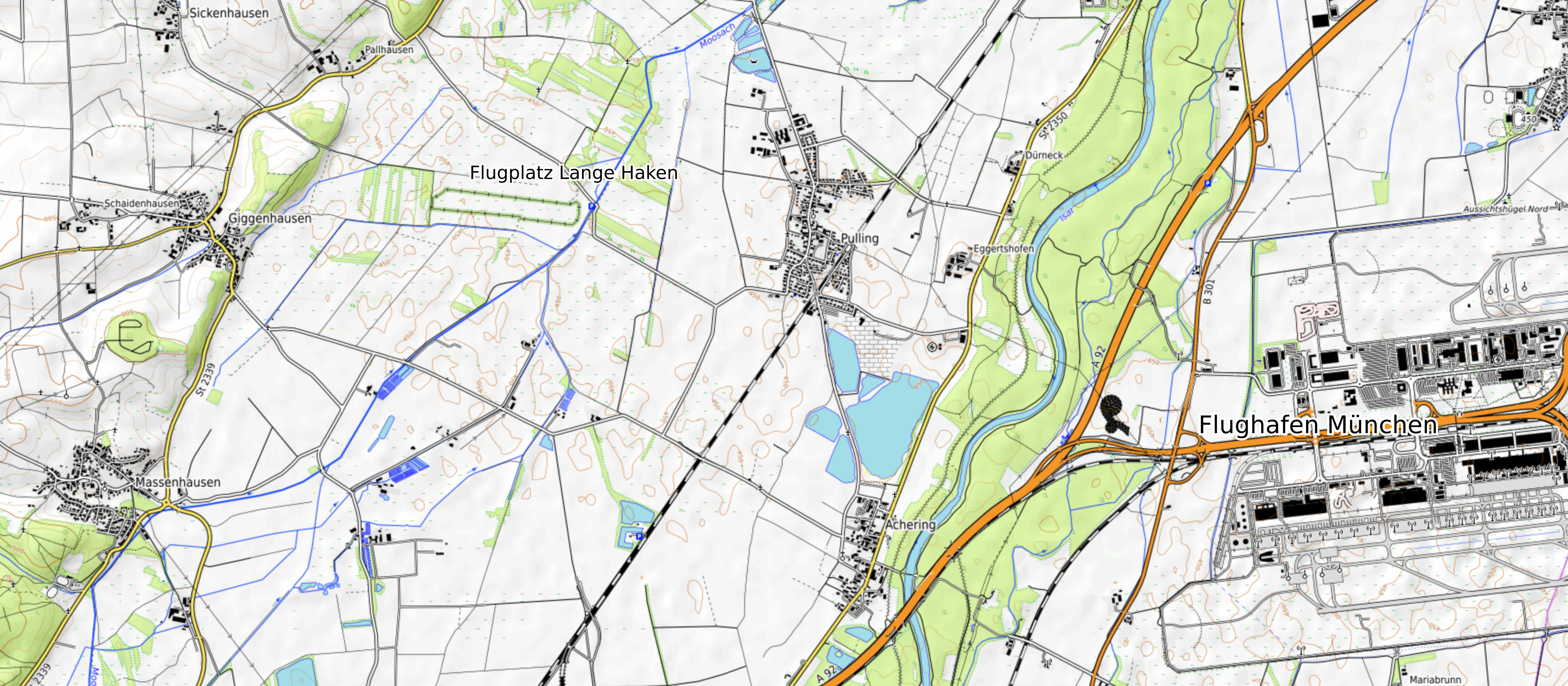
Lage im Freisinger Moos westlich des Münchner Flughafens
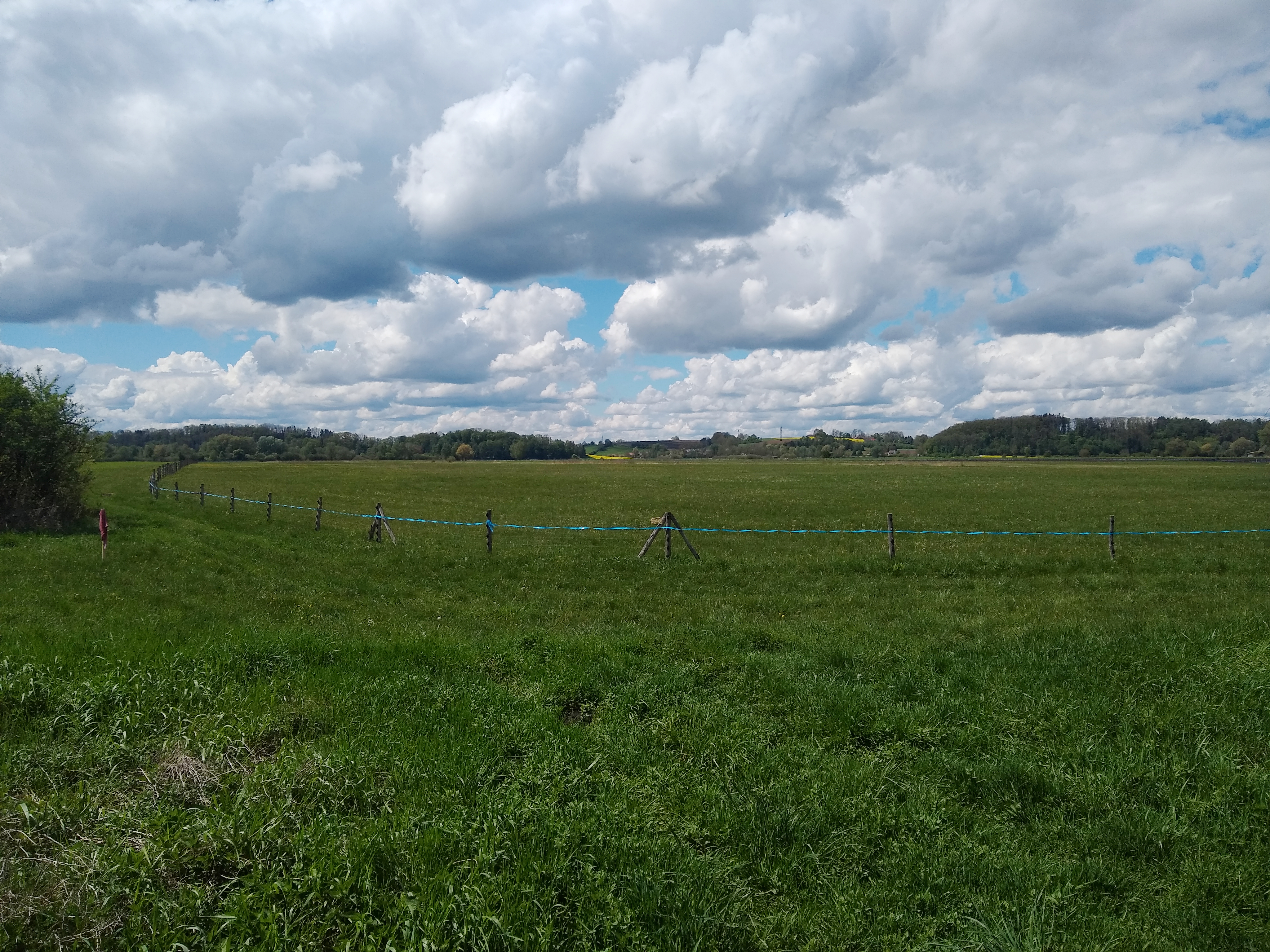
Gelände des ehemaligen Segelflugplatzes mit Schutzzaun für die Bodenbrüter

### BayernAtlas („BA“)
Allgemeiner Einstieg ohne Voreinstellungen und Layer: BayernAtlas der Bayerischen Staatsregierung (Hinweise)
1. ↑  Hintergrundlayer Zeitreise 1973.
2. ↑  Hintergrundlayer Topographische Karte

### Geschichte („GE“)
1. 1 2   Die Herrscher der Lüfte - Der Aero Club München feiert mit einer Jubiläumsshow sein 50-Jähriges. Abgerufen am 1. Mai 2021.
2. 1 2  Die Geschichte, Jugend und Vorstandschaft des LSVs. Abgerufen am 1. Mai 2021.
3. 1 2   Flugschau am Segelflugplatz "Lange Haken" bei Giggenhausen (1977) - FINK - Das Magazin aus Freising. 25. März 2021, abgerufen am 1. Mai 2021.
4. ↑   Im Sicherheitstrakt. Abgerufen am 2. Mai 2021.
5. ↑   Die Geschichte des Vereins. Abgerufen am 1. Mai 2021.